# أليكسس تكساس
أليكسيس تكساس وإسمها الحقيقي ثيا أليكسس سامبر هي ممثلة إباحية أمريكية ذات أصول ألمانية، بورتوريكية، ونرويجية. ولدت في 25 مايو 1985 في قاعدة عسكرية أمريكية في بنما، وسجلت ولادتها في مدينة براونوود، تكساس. ثم انتقلت إلى بلدة كاستروفيل بولاية تكساس في الولايات المتحدة. بدأت مشوارها في صناعة الأفلام الإباحية في عام 2007، عندما كانت تبلغ من العمر 21 عامًا.

## السيرة الذاتية
أدت أول دور لها في صناعة الأفلام الإباحية مع "ستوديوهات عالم شين" إلى جانب الممثل الإباحي جاك فينيس في فيلم جولة هواة الكليات في تكساس الذي تم تصويره عام 1996. بعد ذلك، قامت بعدة مشاهد بالتعاون مع بانغ بروز*في فلوريدا. ثم انتقلت إلى لوس أنجلوس، حيث انضمت إلى شركة إل أي دايركت، وبدأت تصوير مشاهد لفيلم اكتشف أليكسس تكساس في مارس 2007. أطلق الفيلم في فبراير 2008، وأخرجته المخرجة بيلادونا، مما أسهم في تعزيز شهرتها في مجال الأفلام الإباحية.
في عام 2009، أسست شركتها الخاصة أليكسس تكساس إنترتينمنت، التي أصبحت جزءًا من مجموعة ستارلت إنترتينمنت. من خلال هذه المجموعة، أطلقت موقعها الرسمي الذي يعتمد على نظام الاشتراكات. ظهرت أليكسس تكساس على غلاف عدد أبريل 2009 من مجلة جينسيس، وكذلك على غلاف مجلة هسلر في إصدار احتفالي بالذكرى الخامسة والثلاثين للمجلة في نفس العام. في عام 2010 صنفتها مجلة مكسيم ضمن قائمة أفضل 12 نجمة إباحية في العالم، مما عزز مكانتها في الصناعة.
في عام 2011، انتقلت أليكسس تكساس من الأفلام الإباحية إلى نوع جديد من الأفلام، حيث شاركت في فيلم بلودلست زومبيز (الزومبيز المتعطشة للدماء) الذي ينتمي إلى نمط كوميديا الرعب. وفي عام 2012، ظهرت في فيديو كليب لأغنية باندز أي ميك هير دانس للمغني جوسي جي، مما وسع حضورها في مجالات ترفيهية أخرى. خلال نفس العام وقعت عقدًا حصريًا مع شركة *آدم وإيف*، المتخصصة في إنتاج المحتوى الإباحي. وفي عام 2013، كانت واحدة من 16 ممثلة تم تكريمهن في الفيلم الوثائقي اروزد، الذي أخرجته المصورة والمنتجة ديبورا أندرسون.

## عن حياتها
تزوجت أليكسس من الممثل الإباحي مستر بيت في عام 2008، واستمر زواجهما حتى انفصالهما في عام 2013. خلال فترة زواجهما شارك الثنائي في عدة أفلام إباحية معا حيث جمعتهما العديد من المشاهد المشتركة في صناعة الأفلام الإباحية.

## أفلام
- 2013 : From Pussy to Pussy
- 2013 : My Pussy Ain't Gonna Lick Itself
- 2012 : Milk Nymphos 3
- 2012 : Misty Stone Superstar
- 2012 : Pink Lips
- 2011 : بيلادونا's Party of Feet 3
- 2011 : تيغان بريسلي [الإنجليزية]: The S!x
- 2011 : Lesbian Adventures: Wet Panties Trib 1
- 2010 : Lil' Gaping Lesbians 3
- 2010 : Anal buffet 5
- 2010 : big Ass
- 2010 : Alexis Texas Superstar XXX
- 2010 : Alexis Texas Vs. شايلا ستايلز
- 2010 : Buttwoman Vs. Slutwoman
- 2010 : Skoukdi's Balboa Boobs
- 2010 :  Butts On Display
- 2009 : Women Seeking Women 56
- 2009 :  Pornstar Athletics 2
- 2009 : You're Nailin' Palin avec ليزا أنن
- 2009 : Phat Bottom Girls
- 2009 : Pornstar Workout
- 2009 : Real Female Orgasms 10
- 2009 : رايلي ستيل: Scream
- 2009 : Rocco's Back!
- 2009 : ستويا: Scream
- 2009 : Ass Worship 11
- 2009 : Asses of Face Destruction 3
- 2008 : Alexis Texas is Buttwoman
- 2008 : Belladonna's Evil Pink 4
- 2008 : Cheerleaders
- 2008 : Girlvana 4
- 2008 : Big Wet Asses 14
- 2008 : Courtney's Chain Gang
- 2007 : Ass Parade 12...
- 2007 : Bombshell Bottoms 3
- 2007 : The Small NelCocks
- 2007 : Swallow This 9

## جوائز

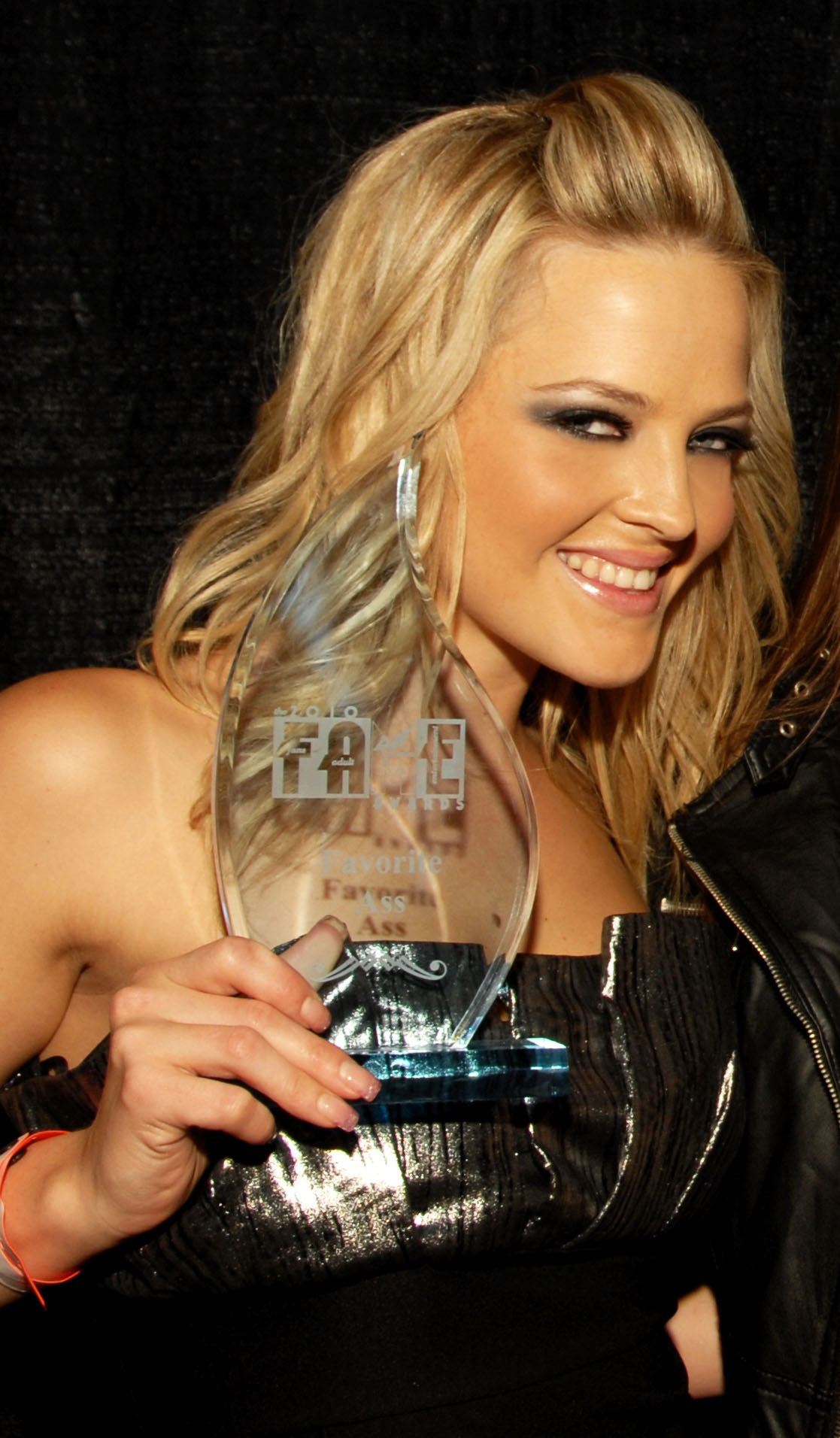
أليكسس تكساي وهي تحمل جائزة F.A.M.E. لأفضل مؤخرة لسنة 2010

| السنة | الجائزة            | التصنيف                                      | الفلم                                                                       | النتيجة |
| ----- | ------------------ | -------------------------------------------- | --------------------------------------------------------------------------- | ------- |
| 2008  | NightMoves Award   | Best New Starlet (Fan’s Choice)              | —                                                                           | فوز     |
| 2009  | CAVR Award         | Performer of the Year                        | —                                                                           | فوز     |
| 2010  | عربى [الإنجليزية]  | Best All-Girl Group Sex Scene                | Deviance (with إيفا أنجلينا, تيغان بريسلي [الإنجليزية], ساني ليون)          | فوز     |
| 2010  | F.A.M.E. Award     | Favorite Ass                                 | —                                                                           | فوز     |
| 2011  | AVN Award          | Best All-Girl Three-Way Sex Scene            | Buttwoman vs. Slutwoman (with كريستينا روز ‏ & اسا اكيرا)                    | فوز     |
| 2011  | AVN Award          | Best Group Sex Scene                         | Buttwoman vs. Slutwoman (with كريستينا روز ‏, غراسي قلام ‏ & Michael Stefano) | فوز     |
| 2011  | AVN Award          | Best Tease Performance                       | Car Wash Girls (with إيفا أنجلينا)                                          | فوز     |
| 2011  | NightMoves Award   | Best Female Performer (Fan’s Choice)         | —                                                                           | فوز     |
| 2011  | RISE Award         | Hottest Butt                                 | —                                                                           | فوز     |
| 2012  | NightMoves Award   | Best Ass (Fan's Choice)                      | —                                                                           | فوز     |
| 2013  | جائزة إكس بي آي زد | Performer Site of the Year – AlexisTexas.com | —                                                                           | فوز     |
| 2014  | AVN Award          | Hottest Ass (Fan Award)                      | —                                                                           | فوز     |
| 2014  | Fanny Award        | Most Heroic Ass (Best Anal)                  | —                                                                           | فوز     |
| 2014  | RISE Award         | Hottest Butt                                 | —                                                                           | فوز     |
| 2015  | AVN Award          | Hottest Ass (Fan Award)                      | —                                                                           | فوز     |

## روابط خارجية
- أليكسس تكساس على موقع IMDb (الإنجليزية)
- أليكسس تكساس على موقع ألو سيني (الفرنسية)
- أليكسس تكساس على موقع أول موفي (الإنجليزية)
- أليكسس تكساس على موقع قاعدة بيانات الفيلم (الإنجليزية)
- أليكسس تكساس على موقع كينوبويسك (الروسية)